# 伯都
伯都（13世纪—1324年），元朝官吏。元世祖时大臣博罗欢的次子。
伯都幼年时聪明，好读史书。元成宗大德五年（1301年）担任江南行台侍御史，后来，召入佥枢密院事，领舍兒别赤。元武宗至大二年（1309年），出为江南行台御史中丞，迁陕西行台御史大夫。元仁宗延祐元年（1314年），转任甘肃行省平章政事。延祐四年（1317年），转任江浙行省平章政事，在任期间，注意发展生产。入为太子宾客，元仁宗任命他为江南行台御史大夫，后来患病，寓居高邮。元英宗即位，再命为江南行台御史大夫。泰定元年（1324年），回到京师，去世。子笃尔只，将作院判官。

## 延伸阅读
[在维基数据编辑]
 《新元史/卷124》，出自柯劭忞《新元史》
 《新元史/卷199》，出自柯劭忞《新元史》